# Sphiggurus
Sphiggurus là một chi động vật có vú trong họ Erethizontidae, bộ Gặm nhấm. Chi này được F. Cuvier miêu tả năm 1825. Loài điển hình của chi này là Hystrix spinosa F. Cuvier, 1823.

## Hình ảnh

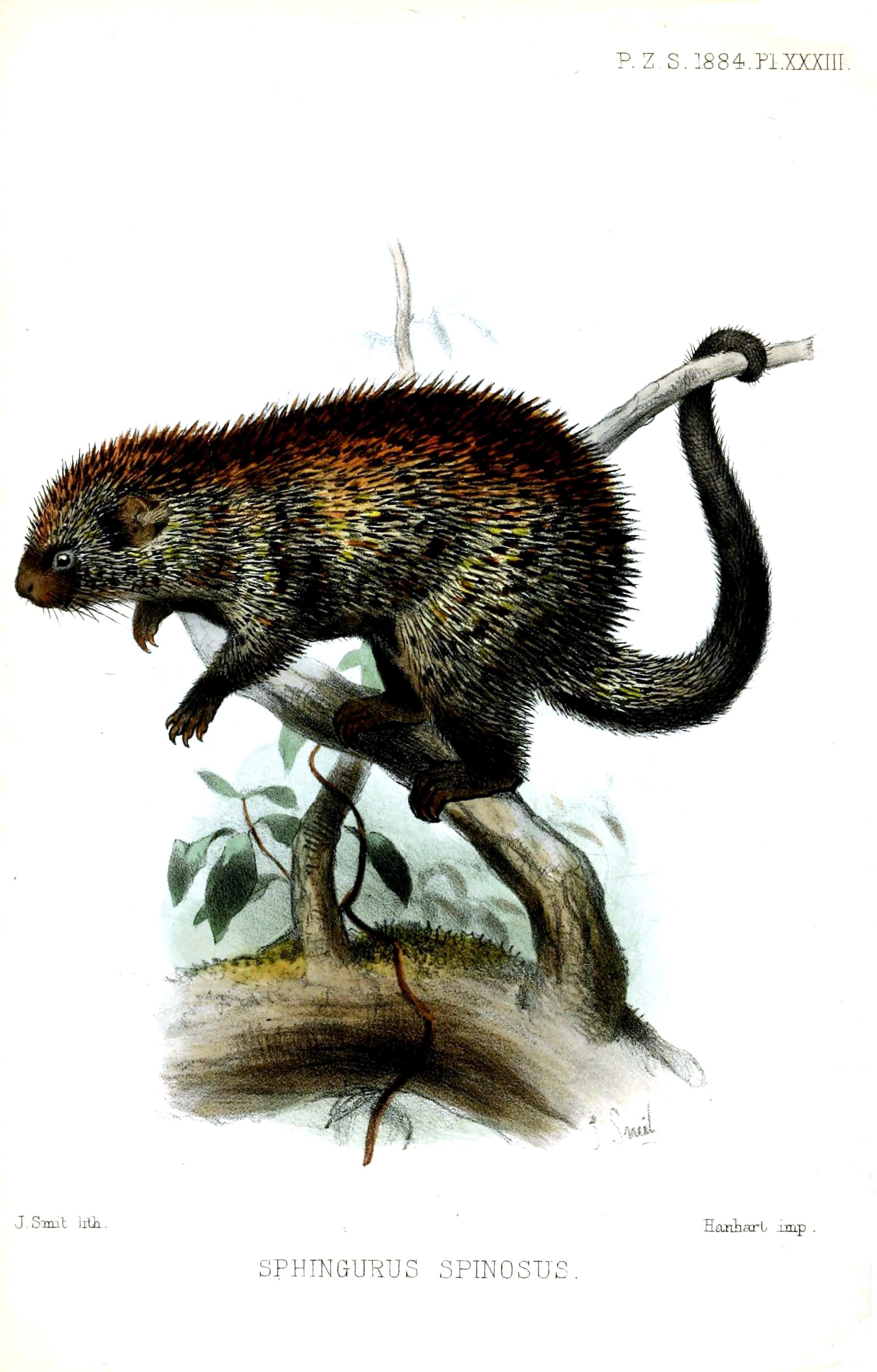

## Các loài
Chi này gồm các loài: